# Johann Kallmeyer
Johann August Theodor Kallmeyer (russisch Иоганн Август Теодор Кальмейер; * 7. Augustjul. / 19. August 1809greg. in Landsen; † 15. Apriljul. / 27. April 1859greg.in Landsen) war ein kurländischer Pfarrer und Historiker.

## Leben
Johann war ein Sohn des Pastors Karl Friedrich Wilhelm Kallmeyer und der Elisabeth Karoline Julianne Amalie, geb. Hillner. Er blieb zeitlebens ĺedig.
Kallmeyer studierte von 1828 bis 1831 Theologie in Kaiserlichen Universität Dorpat. Im Jahr 1832 hielt er sich in St. Petersburg und in den Jahren 1833 bis 1834 in Deutschland, unter anderem in Berlin und München, Österreich und der Schweiz auf.
Von 1837 bis 1855 war er Pastor-Adjunkt und von 1855 bis 1859 Pastor in Landsen und Hasau. 
Er war seit 1839 Mitglied der Kurländischen Gesellschaft für Literatur und Kunst, seit 1840 der Gesellschaft für Geschichte und Altertumskunde der Ostseeprovinzen Russlands und seit 1843 der Königlichen Gesellschaft für nordische Altertumskunde zu Kopenhagen. Ab dem Jahr 1845 war er auch korrespondierendes Mitglied der Estländischen Literärischen Gesellschaft. 
Sein umfangreicher handschriftlicher Nachlass und sein Bibliothek gingen später an die Gesellschaft für Geschichte und Altertumskunde der Ostseeprovinzen Russlands in Riga.

## Werke
Kallmeyer verfasst und publizierte zahlreiche Abhandlungen zur baltischen, vor allem kurländischen Geschichte, bzw. gab solche heraus, darunter: 
- Kurländisches Prediger-Lexikon (Maschinenschrift)
- Beiträge zur Geschichte der Kirchen und Prediger Kurlands (Maschinenschrift)
- Livländische Reimchronik, Schriften von Salomon Henning und Paul Einhorn. In: Script. rer. Liv. 1 u. 2 (1848 und 1853) (als Herausgeber)
- Entwurf zur Synodalordnung 1855
- Kurländische Güterchroniken, Band 1, Mitau 1856